# 玉楼春
玉楼春，词牌名。亦称《木兰花》、《春晓曲》。双调五十六字，上下阕各四句，三仄韵。另有《減字木蘭花》與《木蘭花慢》則為其減字與攤破之變體詞牌。

## 異名
《花間集》顧敻詞起句，有「月照玉樓春漏促」句，又有「柳映玉樓春日晚」句；《樽前集》歐陽炯詞，起句有「春早玉樓煙雨夜」句，又有「日照玉樓花似錦，樓上醉和春色寢」句，取為調名。另李煜詞，名《惜春容》；朱希真詞，名《西湖曲》；康與之詞，名《玉樓春令》；《高麗史·樂志》稱為《歸朝歡令》。

## 词牌格式
註：
平表示平聲，
仄表示仄聲，
仄表示本仄可平，
平表示本平可仄，粗體表示韻腳。

### 正體
雙調五十六字，上下闕各四句、三仄韻，一韵到底。

仄平平仄平平仄，仄仄仄平平仄仄。平平仄仄仄平平，仄仄仄平平仄仄。
仄平仄平平平仄，仄仄平平平仄仄。仄平仄仄仄平平，仄仄平平平仄仄。

例词：
- 李煜

晚妝初了明肌雪，春殿嬪娥魚貫列。鳳簫吹斷水雲閒，重按霓裳歌遍徹。
臨風誰更飄香屑？醉拍闌干情味切。歸時休放燭花紅，待踏馬蹄清夜月。
- 顧敻

拂水雙飛來去燕。曲檻小屏山六扇。春愁凝思結眉心。綠綺懶調紅錦薦。
話別多情聲欲戰。玉箸痕留紅粉面。鎮長獨立到黃昏。卻怕良宵頻夢見。
- 宋祁

东城渐觉风光好，榖皱波纹迎客棹。绿杨烟外晓寒轻，红杏枝头春意闹。
浮生长恨欢娱少，肯爱千金轻一笑。为君持酒劝斜阳，且向花间留晚照。
- 欧阳修

1.
别后不知君远近，触目凄凉多少闷。渐行渐远渐无书，水阔鱼沉何处问。
夜深风竹敲秋韵，万叶千声皆是恨。故欹单枕梦中寻，梦又不成灯又烬。
2.
尊前擬把歸期說，未語春容先慘咽。人生自是有情痴，此恨不關風與月。
離歌且莫翻新闋，一曲能教腸寸結。直須看盡洛城花，始共春風容易別。
- 周邦彥

桃溪不作從容住，秋藕絕來無續處。當時相候赤闌橋，今日獨尋黃葉路。　　
煙中列岫青無數，雁背夕陽紅欲暮。人如風後入江雲，情似雨點黏地絮。
- 李清照

紅酥肯放瓊苞碎，探著南枝開遍未？不知醞藉几多時，但見包藏無限意。　　
道人憔悴春窗底，悶損闌干愁不倚。要來小看便來休，未必明朝風不起。